# Sacred 3
Sacred 3 — фэнтезийная компьютерная игра в жанре action/CRPG, ставшая третьей в серии Sacred, несмотря на заметные различия как в игровом процессе, так и в дизайне. Разработана студией Keen Games. Deep Silver, которая приобрела лицензию на Sacred 3 у бывшей студии разработки Ascaron Entertainment, объявила на Gamescom, что она сможет опубликовать игру в начале 2012 года. Игра была выпущена 1 августа 2014 года.

## Сюжет
События игры, как в предыдущих частях, происходят в мире Анкарии, после событий Sacred прошло 1000 лет. В игре главным антагонистом является Зейн Эшен, правитель Империи Пепла. Он пытается найти и собрать древний артефакт, который называется «Сердце Анкарии». Задача главных героев — помешать этому.

## Игровой процесс
- нелинейные уровни, где пути и задания открываются в зависимости от того, какие способности есть у героев.
- игровые классы персонажей: Seraphim, Ancarian, Khukuhru и Safiri, а также новый персонаж Malakhim[3].
- каждый персонаж будет иметь несколько деревьев навыков, которые сильно отличаются друг от друга и все навыки игрок не сможет изучить.
- противники имеют улучшенный интеллект (мечники будут защищать лучников, а шаманы усиливать в первую очередь своих союзников, а потом атаковать героев).
- некоторые враги будут уязвимы только в определенных местах. Против них будут действовать только определённые навыки героев или интерактивные объекты на карте.

## Разработка
На Gamescom 2012 игру объявили, но не официально, и журналистам запретили распространять информацию про игру. 1 сентября 2012 в сеть попали первые скриншоты и информация про игру, а также открылся официальный сайт.

## Критика
| Сводный рейтинг | Сводный рейтинг | Сводный рейтинг | Сводный рейтинг |
| Издание         | Оценка          | Оценка          | Оценка          |
| Издание         | PC              | PS3             | Xbox 360        |
| --------------- | --------------- | --------------- | --------------- |
| GameRankings    | 58,77 %         | N/A             | 51,00 %         |
| Metacritic      | 57 (47 отзывов) | 56 (13 отзывов) | 52 (10 отзывов) |

| Русскоязычные издания | Русскоязычные издания |
| Издание               | Оценка                |
| --------------------- | --------------------- |
| PlayGround.ru         | 6/10                  |
| Riot Pixels           | 55 %                  |
| «Игромания»           | 6/10                  |

На Metacritic игра получила в основном смешанные отзывы. Джим Стерлинг из The Escapist написал, что поклонники серии могут быть разочарованы; при этом любителям hack and slash, вероятно, стоит выбрать другие видеоигры. Бенджамин Крошоу добавил Sarced 3 в рейтинг 5 самых провальных игр 2014 года, отметив полный провал сюжета и экшена: «Нет ничего раздражительнее чопорного юмора, неосознанного и отвратительного… это безумие хуже сотен Ride to Hell: Retribution». Позже в комментариях к рецензии он написал, что не считает эту игру хуже Ride to Hell: Retribution — это было, скорее, образное выражение, — однако последняя оставила более приятные впечатления.
Летом 2018 года, благодаря уязвимости в защите Steam Web API, стало известно, что точное количество пользователей сервиса Steam, которые играли в игру хотя бы один раз, составляет 183 744 человек.